# كانشاكو بوبان
كانشاكو بوبان هو كاتب سيناريو وممثل هندي، ولد في 2 نوفمبر 1976 في الهند.

## أعمال

### مسلسلات
- فرصة ثانية

## وصلات خارجية
- كانشاكو بوبان على موقع IMDb (الإنجليزية)
- كانشاكو بوبان على موقع قاعدة بيانات الفيلم (الإنجليزية)